# Il maestro...
Il maestro... è un film del 1957 scritto, diretto e interpretato da Aldo Fabrizi, ultima regia dell'attore romano. Di coproduzione italo-spagnola, è stato girato interamente in Spagna in doppia versione. Quella spagnola (El maestro), sostanzialmente identica, è stata diretta da Eduardo Manzanos.

## Trama
Il maestro elementare Giovanni Merino, rimasto vedovo poco dopo la nascita del suo unico figlio, ha chiesto ed ottenuto il trasferimento dal suo paese natale ad una scuola della città. Il suo scopo è quello di assicurare un avvenire migliore al figlio Antonio. Questi lo segue e continua gli studi nella classe dove suo padre è stato assegnato, una sezione maschile in un grande ed antico collegio. In città i due si sistemano in una casa ampia e luminosa, che riassettano con le proprie forze e dove trovano un valido sostegno nella custode dell'edificio, affabile e disponibile a dare una mano.
Il maestro ha una grande passione per la pittura, e dato anche suo figlio è molto portato in campo artistico, assieme al trasferimento ha chiesto di poter istituire nella sua nuova sede un'accademia d'arte.
Nella scuola il maestro viene ben accolto dai suoi nuovi alunni ma entra inizialmente in urto col resto del corpo insegnante a causa di un gioco didattico che ha introdotto nella sua classe. È una sorta di partita di calcio dove al posto del pallone ci sono domande sulle varie materie e dove i ragazzi, divisi in due squadre, accumulano punti che fanno voto man mano che rispondono esattamente. Data dimostrazione di questo suo particolare sistema, che sfrutta le passioni dei ragazzi per stimolarne l'apprendimento, convince il preside e gli altri insegnanti, che lo prendono da quel momento a benvolere. La maestra Luisa che lo aveva contestato, anzi, lo convince ad accettare l'invito ad una festa data dal bidello per il battesimo di un suo nipote.
Antonio, che non ama le feste, resta a casa. Mentre egli elabora alcune domande per il gioco di classe, la portiera gli consegna una lettera che suo padre attende con grande impazienza, ovvero la risposta del ministero alla richiesta di istituire l'accademia. Sapendo quanto suo padre ci tiene, decide di raggiungerlo ma viene investito da un'automobile e muore. Giovanni, caduto nella più totale depressione, medita di dare le dimissioni e tornare al paese. Nonostante il preside riesca a farlo tornare in classe, il maestro, in preda allo sconforto, sente echeggiare nell'aula la voce del figlio e sbotta gridando ai ragazzi di andare in giardino. Nel farlo spezza in due un pennello che era stato suo e che aveva donato al figlio.
Rimasto solo in classe va a recuperare la parte del pennello caduta sul pavimento ma mentre lo raccoglie vede la mano di un bambino che la prende e gliela porge. È quella di Gabriele, un nuovo alunno che comincia a frequentare la classe proprio da quella mattina e che gli dice che non deve spedire la lettera di dimissioni che il maestro sta scrivendo. Giovanni rimane stupito che il bambino sappia le sue intenzioni ma sul momento non dà peso alla cosa.
Il giorno dopo, nonostante tutti siano convinti che sarebbe rimasto a casa, il maestro torna in classe, e trova Gabriele al banco che aveva occupato il figlio, ma non si sente di spostarlo come aveva fatto due giorni prima, un po' bruscamente, con un altro alunno. Da quel momento il bambino diventa una presenza costante nella sua vita, enigmatico nelle parole come nei gesti. Giovanni nota tutte le sue stranezze, come quando gli dice che ha promesso al figlio morto che non avrebbe lasciato la scuola, o come quando fischietta il motivo che erano soliti ripetere di continuo padre e figlio, ma il suo candore, la sua disarmante semplicità, gli impediscono di fargli domande. L'insistenza fa comunque breccia nel cuore dell'uomo, che decide di strappare la lettera di dimissioni. In quello stesso momento Gabriele gli dice che ha fatto bene e che il giorno dopo egli tornerà al suo paese, e per suo ricordo gli dà un regalo, una medaglia raffigurante Gesù bambino. Il maestro lo ricambia col pennello del figlio, che il bambino gli chiede e che lui trova nel cassetto della cattedra inspiegabilmente integro.
Quando Gabriele è uscito, Giovanni si accorge che ha dimenticato la cartella, ma nonostante si muova quasi subito per raggiungerlo non riesce a trovarlo da nessuna parte. Il maestro apre allora la cartella sperando di trovarvi nome e indirizzo esatti, e rimane sconcertato: si tratta proprio della cartella di Antonio, che l'uomo effettivamente non ritrova nella cameretta del figlio, rimasta chiusa e inviolata dal giorno della sua morte. Inizia così una ricerca febbrile, ma nel collegio nessuno ricorda un bambino di nome Gabriele, nemmeno l'alunno con cui aveva avuto un litigio, e nei registri dell'istituto non risulta iscritto. All'indirizzo che Gabriele gli aveva dato c'è una chiesa ma nei dintorni nessuno lo conosce. Quando crede di essere ormai sul punto di impazzire, l'uomo si ricorda della medaglia che il bambino gli ha regalato; si precipita di notte alla scuola e la ritrova nell'armadio della classe dove l'aveva lasciata. Attirato all'interno della parrocchia della scuola scopre la verità, rendendosi infine conto che il pennello del figlio è andato a colmare un grande vuoto.

## Critica
(l.p. Stampa Sera, 28 febbraio 1958)
(Segnalazioni Cinematografiche, vol. XLII, 1957)

## Riconoscimenti
- Premio Mediterraneo alla XVIII Biennale di Venezia.[2]

## Titoli in altre lingue
- El maestro (Spagna, titolo originale)
- Filho Inesquecível (Brasile)
- El hijo inolvidable (Messico)
- Tortura de pai (Portogallo)
- The Teacher and the Miracle (Stati Uniti)

## Galleria d'immagini

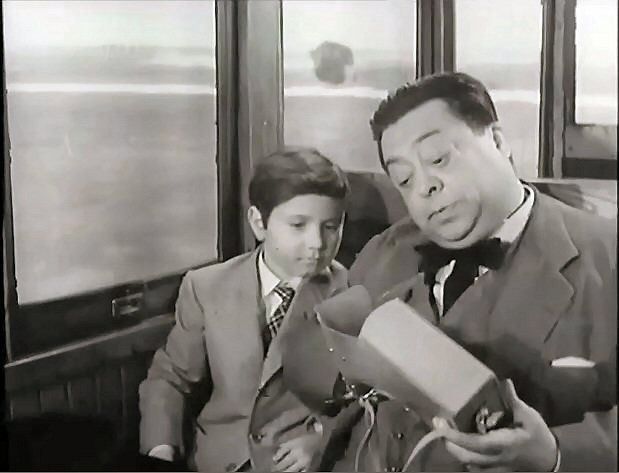
In viaggio per la città
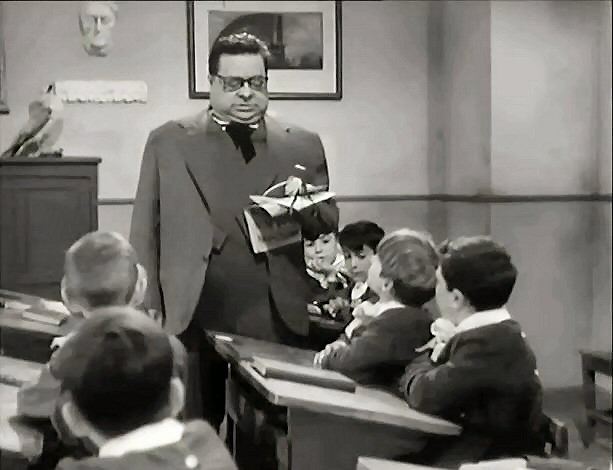
Nella sua nuova classe
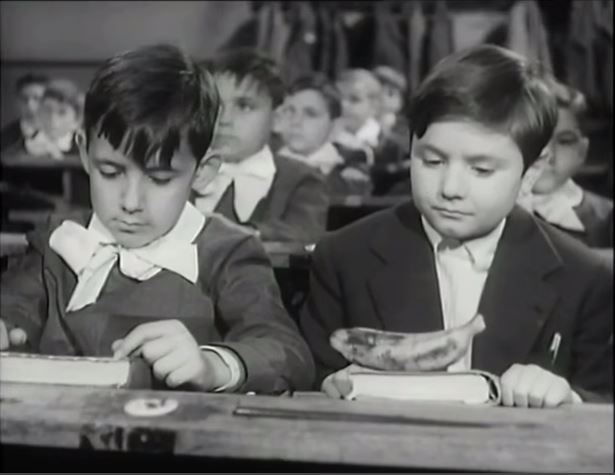
Antonio al suo posto
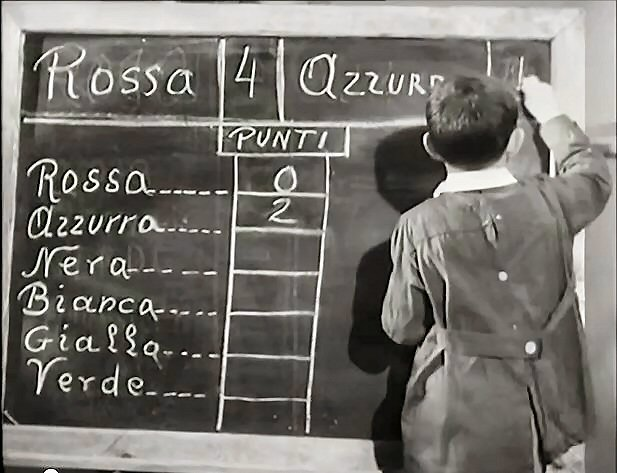
Il gioco delle domande
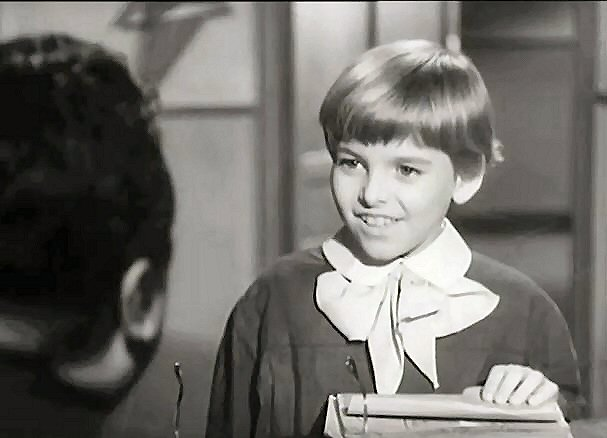
Gabriele
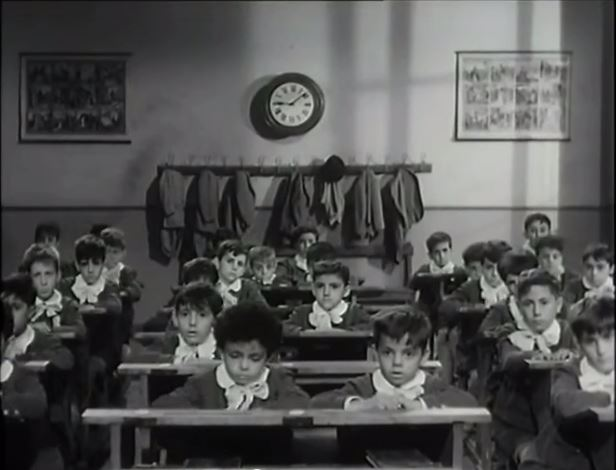
La classe col posto vuoto
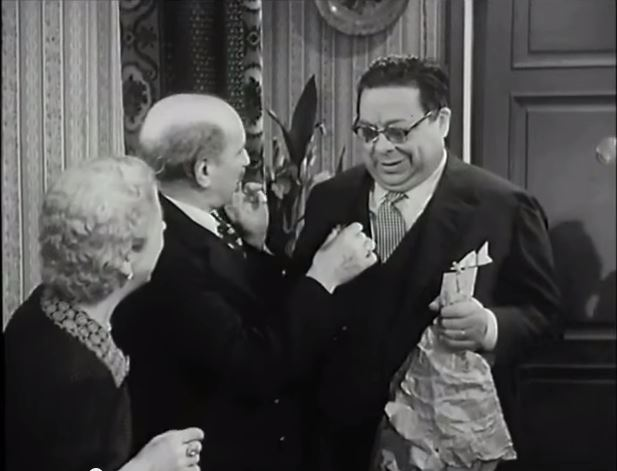
Alla festa del bidello
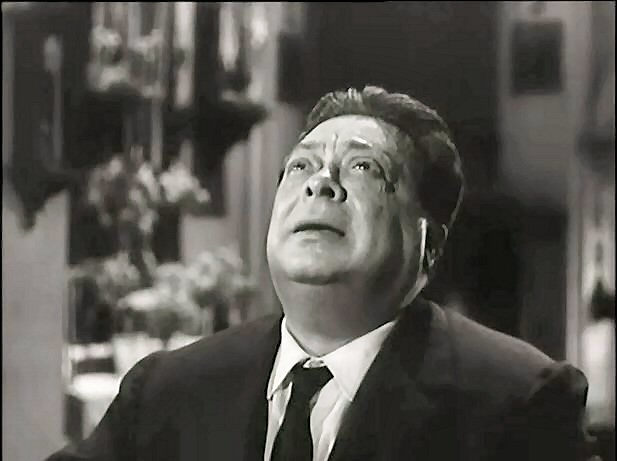
Di fronte alla verità